# فاليري بولوتوف
فاليري دميتريفيتش بولوتوف (بالروسية: Вале́рий Дми́триевич Бо́лотов)‏، (بالأوكرانية: Вале́рій Дми́трович Бо́лотов)‏؛ 13 فبراير 1970 - 27 يناير 2017) كان زعيمًا عسكريًا أوكرانيًا معروفًا بتورطه في حرب دونباس في شرق أوكرانيا، وزعيم جمهورية لوهانسك الشعبية غير المعترف بها.

## السيرة الشخصية
سيرة بولوتوف قبل عام 2014 نادرة للغاية. هناك مقطع فيديو يظهر أن بولوتوف شارك في التصويت في استفتاء محلي وأظهر جواز سفر أوكراني يشير إلى أنه ولد في تاغونروغ في روستوف أوبلاست في 13 فبراير 1970. وفقًا لمصادر أخرى، ولد بولوتوف في ستاخانوف. انتقل بولوتوف إلى ستاخانوف في منطقة لوهانسك في شرق أوكرانيا في عام 1974. ووفقًا لروسيا اليوم، فقد حصل على شهادتين جامعيتين.
ادعى بولوتوف أنه رقيب أول في القوات السوفيتية المحمولة جواً في فيتيبسك (يفترض أن الفرقة 103 المحمولة جواً بالحرس 103) وبين 1989 و1990 شارك في عدد من النزاعات بما في ذلك تبليسي، ويريفان وقاراباغ. أصبح فيما بعد رئيسًا لمجموعة المحاربين القدامى المحمولة جوًا، في حين لا يستطيع أي من خلايا مجموعة لوهانسك أوبلاست تأكيد هذا. كان بولوتوف متزوجًا ولديه طفلان.
عمل بولوتوف كمدير في مصنع للحوم وكان يدير شركة صغيرة.
قبل الاضطرابات الموالية لروسيا في أوكرانيا، كان بولوتوف ممثل أولكسندر يفريموف الذي أشرف على التعدين غير القانوني في المنطقة.
في عام 2014، أصبح بولوتوف قائدًا لمجموعة مسلحة خلال الصراع الموالي لروسيا عام 2014 في أوكرانيا. وفي 13 مايو 2014، نجا بولوتوف من محاولة اغتيال حين أطلق المهاجمون أسلحة آلية على سيارته مما أدى إلى إصابة زعيم المسلحين. تم القبض على بولوتوف لفترة وجيزة من قبل الجيش الأوكراني في 17 مايو بعد محاولته العودة إلى لوهانسك بعدما تلقيه العلاج لإصابته في مستشفى في روسيا. ومع ذلك، هاجم أنصار مسلحون من جمهورية لوهانسك الشعبية نقطة تفتيش للجيش الأوكراني حيث كان بولوتوف محتجزًا بعد ذلك بوقت قصير وحرروا بنجاح «حاكم الشعب».
انتخب برلمان جمهورية لوغانسك الشعبية بولوتوف رئيسًا للجمهورية في 18 مايو 2014.
استقال في 14 أغسطس 2014.

### الموت
تم العثور على بولوتوف ميتًا في 27 يناير 2017 في منزله في موسكو في روسيا. يجري التحقيق في أسباب وفاته. أظهرت النتائج الأولية للاختبارات السريرية فشل القلب الحاد كسبب للوفاة. كما اشتبه في تعرضه للتسمم. مع أن تقريرًا أكثر تفصيلاً لمكتب الشرطة المحلية ادعى أنه لا توجد علامات واضحة على قصور القلب الحاد ولم يتم تحديد سوى لويحات صغيرة تصلب الشرايين بدلًا من ذلك. ومن المعروف أنه قبل الوفاة كان يشكو لزوجته عن تدهور صحته التي حدثت مباشرة بعد شرب فنجان قهوة في اجتماع عمل بصحبة رجلين يزعم أنه يعرفهما. أصبح من المعروف فيما بعد أن بولوتوف التقى مع رئيس مجلس الشعب السابق لجمهورية لوغانسك الشعبية أليكسي كارياكين وفاليري أليكسادنروفيتش مثلما قال فاليري وأضاف أيضًا أن الاجتماع جرى بناءً على طلب بولوتوف نفسه. تم اختبار جثة بولوتوف في وقت لاحق لوجود عقاقير التسمم في جسده بناء على طلب زوجته، ولكن حتى عام 2018 كانت النتائج غير معروفة.